# Juha-Pekka Leppäluoto
Juha-Pekka "JP" Leppäluoto (15 de noviembre de 1974, Raahe, Finlandia) es un músico finlandés. Fue vocalista y compositor de la banda Charon hasta el verano de 2011, actualmente forma parte de Harmaja como vocalista, guitarrista  y compositor; también participa como vocalista en la banda Northern Kings. Colaboró con sus vocales en el primer álbum de Poisonblack, en el que participaron miembros de otras bandas finlandesas. Es cantante de la banda Dark Sarah desde 2017.

## Discografía
Con Charon:
- Sorrowburn (1998)
- Tearstained (2000)
- Downhearted (2002)
- The Dying Daylights (2003)
- Songs for the Sinners (2005)

Con Northern Kings:
- Reborn (2007)
- Rethroned (2008)

Con Harmaja:
- Harmaja EP (2007)
- Harmaja (2009)
- Lento (2010)
- Marras (2012)

Con Poisonblack:
- Escapexstacy (2003)

Como invitado:
- Dark Sarah - Dance With the Dragon (2016)
- Dark Sarah - Trespasser (2017)

Con Dark Sarah:
- The Golden Moth (2018)